# Centaurea nivea
Centaurea nivea — вид рослин роду волошка (Centaurea), з родини айстрових (Asteraceae).

## Опис рослини
Це багаторічна кореневища рослина з порожнистим стеблом заввишки 3–19 см, і з біло запушеними листками, як правило, ромбоподібної або ланцетоподібної форми. Квітки яскраво-жовті з червоними і чорними смужками, не запашні. 2n = 18. Період цвітіння: червень — липень.

## Середовище проживання
Ендемік Туреччини (Анатолія). Росте лише на вапняних ґрунтах.